# Медаль «50 років Цілині»
Ювілейна медаль «50 років Ціліні» (каз. Тыңға 50 жыл) — ювілейна медаль Республіки Казахстан.

## Положення про медаль
Медаль була заснована з метою заохочення громадян Республіки Казахстан та іноземних громадян, які зробили вагомий внесок у освоєння цілинних та пологових земель та розвиток сільського господарства в республіці, а також у відзначення 50-річчя початку освоєння цілинних та покладених земель.

## Опис
Ювілейна медаль «Тиңға 50 жил» виготовляється з латуні та має форму кола діаметром 34 мм. На аверсі медалі на тлі сонця, що сходить, і ниви зображені комбайни, що збирають урожай, по колу праворуч і зліва — колосся пшениці.
На реверсі медалі по центру розміщено напис казахською та російською мовами: "Қазақстан Республікаси «Тиңға 50 жыл» — Республіка Казахстан «50 років Ціліні». У нижній частині медалі по колу розташовані лаврові гілки.
Всі зображення, написи на рельєфні медалі, золотистого кольору. Краї медалі облямовані бортиком.
Медаль за допомогою вушка та кільця з'єднується з колодкою шестикутної форми шириною 34 мм та висотою 50 мм, обтягнутою стрічкою муарового кольору Державного прапора Республіки Казахстан (блакитного). Уздовж країв стрічки дві смуги — жовтого та зеленого кольорів.
Медаль виготовлена на Казахстанському монетному дворі у місті Усть-Каменогорськ.